# Martin Weinek

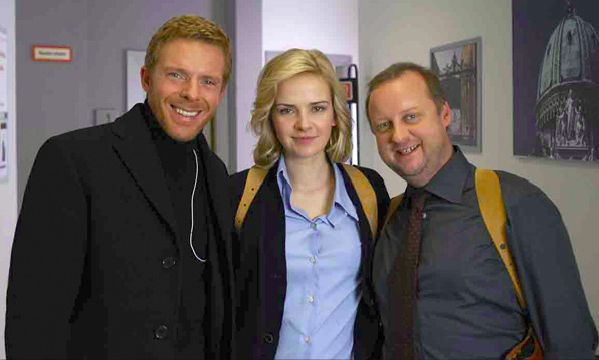
Martin Weinek (rechts) mit Denise Zich und Kaspar Capparoni

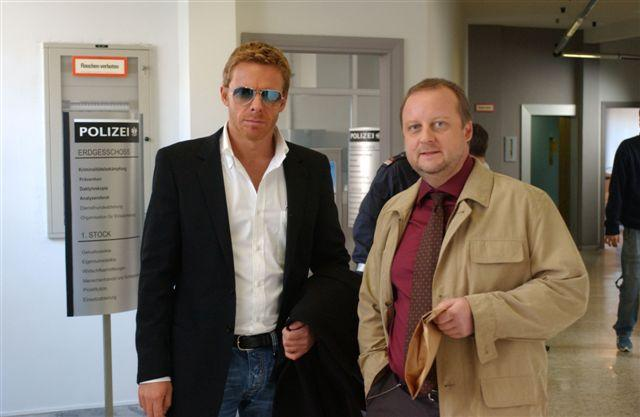
Martin Weinek mit Kaspar Capparoni in den neuen Schüssen von Kommissar Rex zu Wien

Martin Weinek (* 30. Juni 1964 in Leoben, Steiermark) ist ein österreichischer Theater- und Filmschauspieler und Regisseur. Er spielte die Rolle des Inspektor Kunz in der Fernsehserie Kommissar Rex.

## Biografie
Weinek absolvierte von 1983 bis 1986 sein Schauspielstudium bei Peter P. Jost. Ab 1986 arbeitete er zuerst in der Theater Gruppe 80 in Wien und erhielt seine erste kleine Filmrolle in Nachsaison, wo er einen Liftboy spielte.
Im Jahr 1987 spielte er bei den Ruhrfestspielen Recklinghausen unter der Regie von Georg Mittendrein in Der Lechner Edi schaut ins Paradies und im Film Müllomania unter der Regie von Dieter Berner, in dem er einen Müllmann darstellte. Es folgte ein Engagement am Jura Soyfertheater Wien (1988–1989) sowie Engagements an anderen Theaterbühnen; daneben betätigte sich Martin Weinek als Regisseur, Dramaturg und Produzent. Von 1990 bis 1991 hatte er die künstlerische Leitung des Hernalser Stadttheaters inne.
Zwischendurch war Weinek immer wieder bei Film und Fernsehen tätig; beispielsweise 1989 in der sechsteiligen Fernsehserie Calafati Joe.
Gemeinsam mit seiner Frau Eva, die nach dem Studium der Theaterwissenschaften zunächst als Dramaturgin arbeitete, ist er neben der Schauspielerei auch Weinbauer. Die beiden begannen 1993 als Hobbywinzer und bewirtschaften drei Hektar Weingarten bei einem renovierten Haus nahe Hagensdorf in der Gemeinde Heiligenbrunn.

## Film und Fernsehen (Auswahl)
- 1989: Calafati Joe (Fernsehserie)
- 1999–2004, 2008 und 2010: Kommissar Rex (Fernsehserie)
- 2004: Silentium
- 2005: Grenzverkehr
- 2005: Vier Frauen und ein Todesfall (Fernsehserie)
- 2006: Unter weißen Segeln – Träume am Horizont
- 2007: Die Rosenheim-Cops – Liebe bis zum Ende
- 2008: Der Nikolaus im Haus
- 2010: Die Rosenheim-Cops – Tod im Kühlraum
- 2011: Sommer der Gaukler
- 2011: Der Mann mit dem Fagott
- 2011: Kebab mit Alles
- 2013: Hubert und Staller – Der Tote aus der Klatschspalte
- 2018: Landkrimi – Grenzland
- 2020: Freud (Fernsehserie)
- 2022: Landkrimi – Steirergeld (Fernsehreihe)
- 2023: Rehragout-Rendezvous
- 2023: Neue Geschichten vom Pumuckl – Koboldsgesetz
- 2025: Das geheime Stockwerk